# Transparent

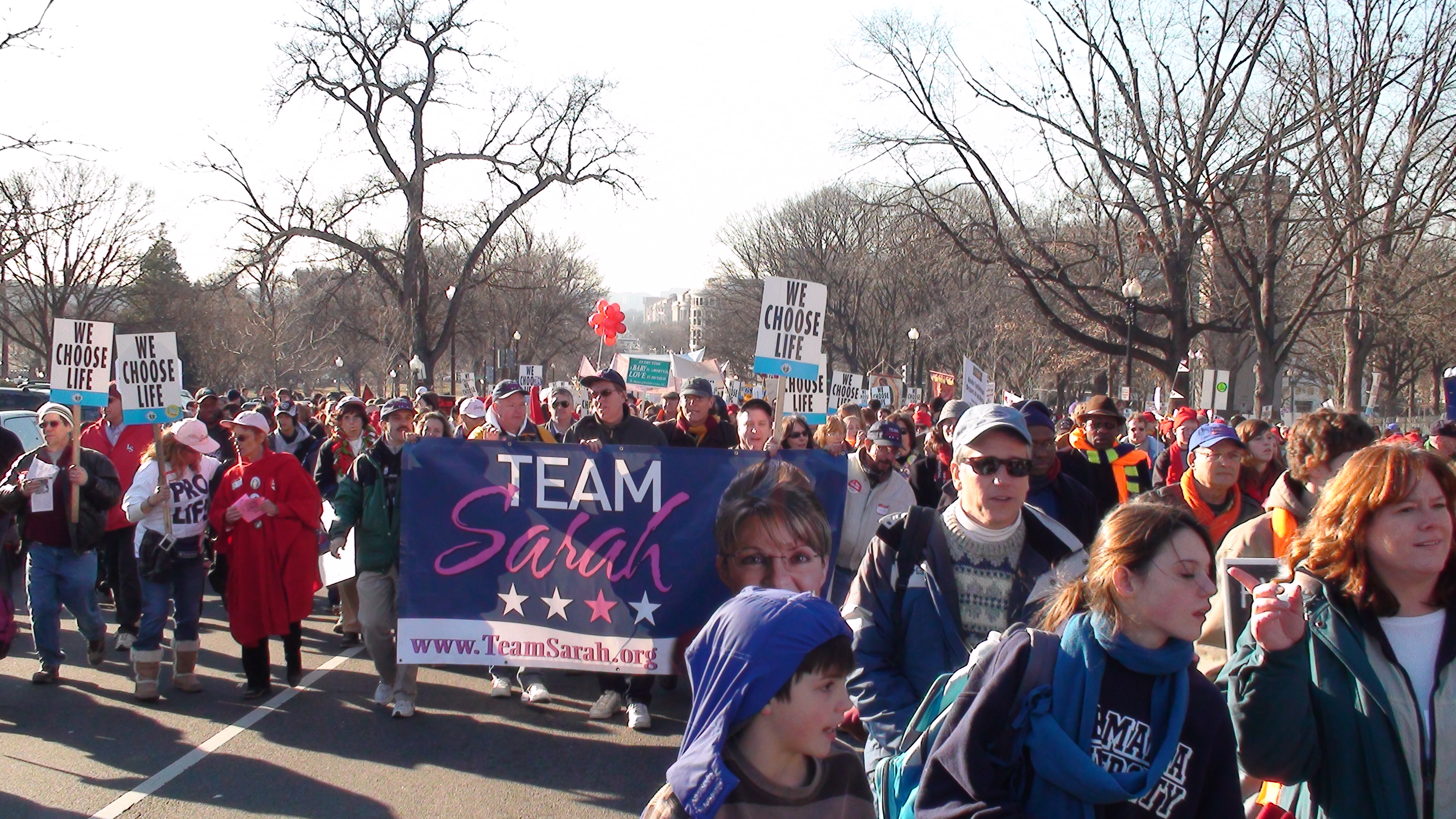
March for Life - Waszyngton 2009

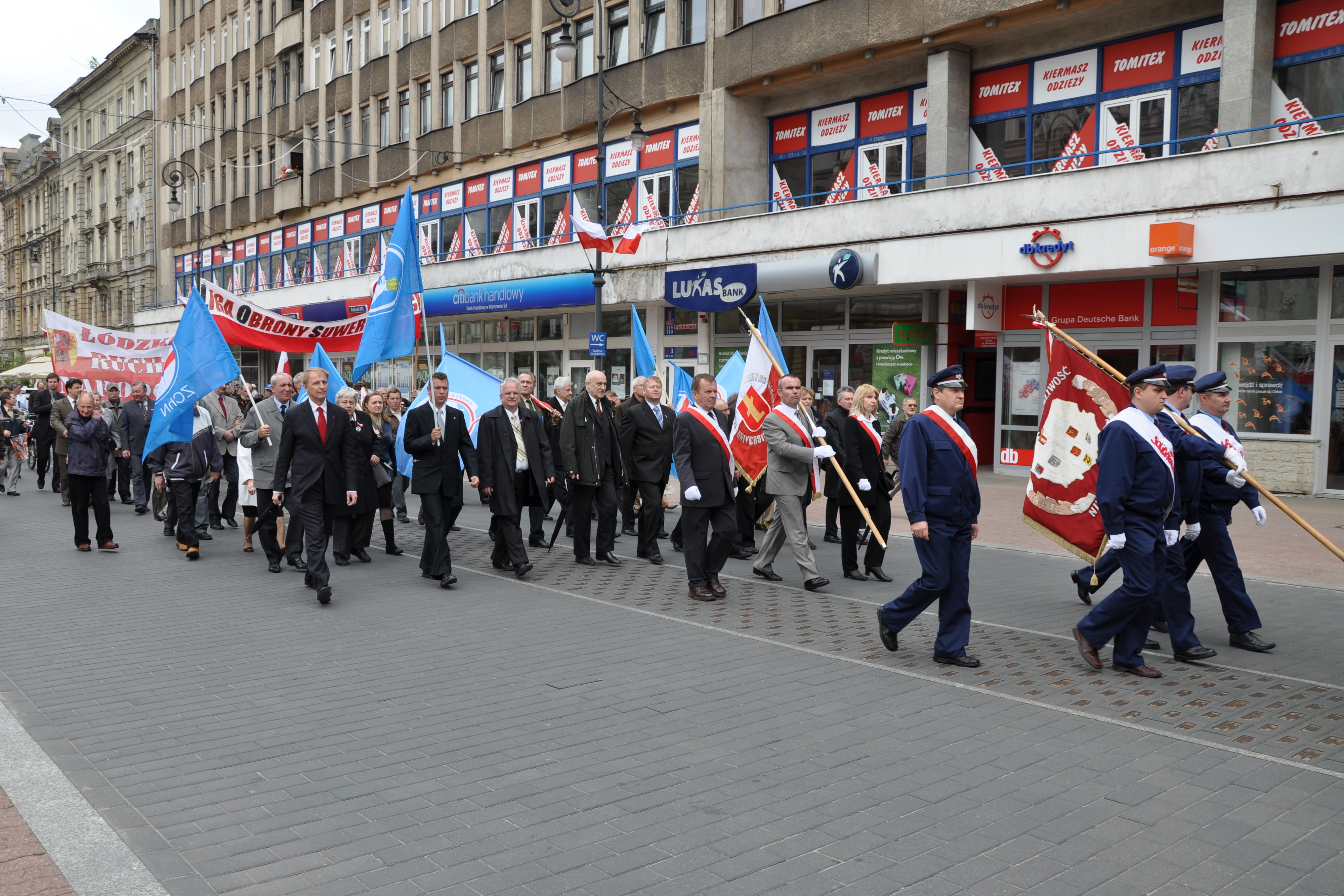
Pochód trzeciomajowy w Łodzi

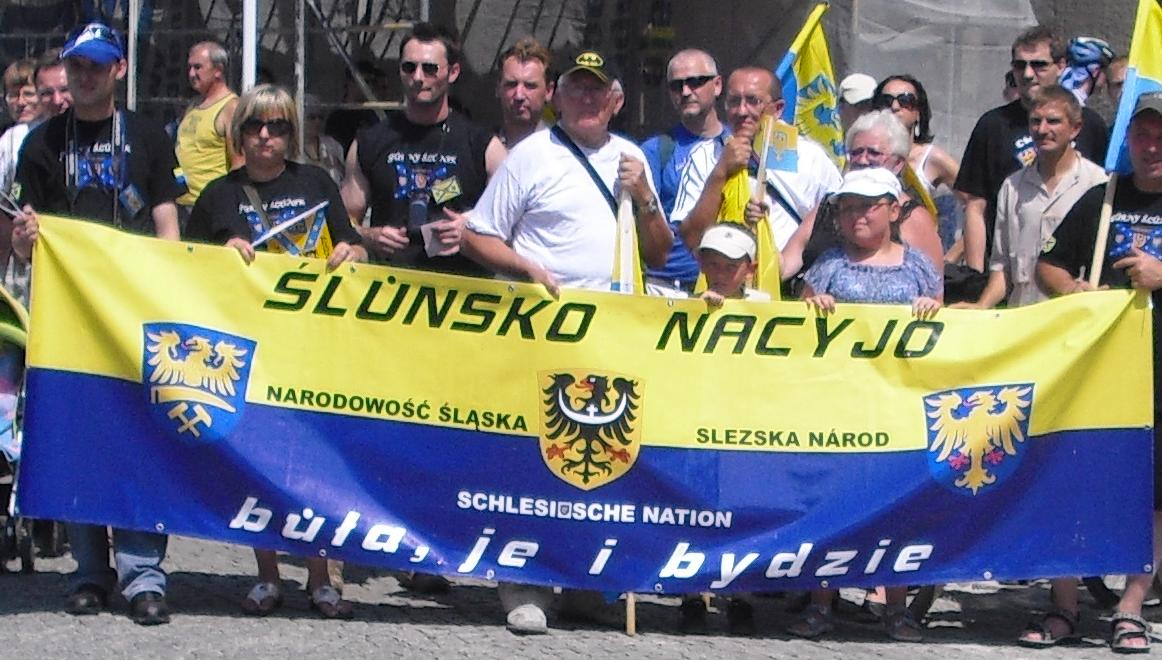
"Ślůnsko nacyjo bůła, je i bydzie" - transparent niesiony na III Marszu Autonomii, 18.07.2009, Katowice

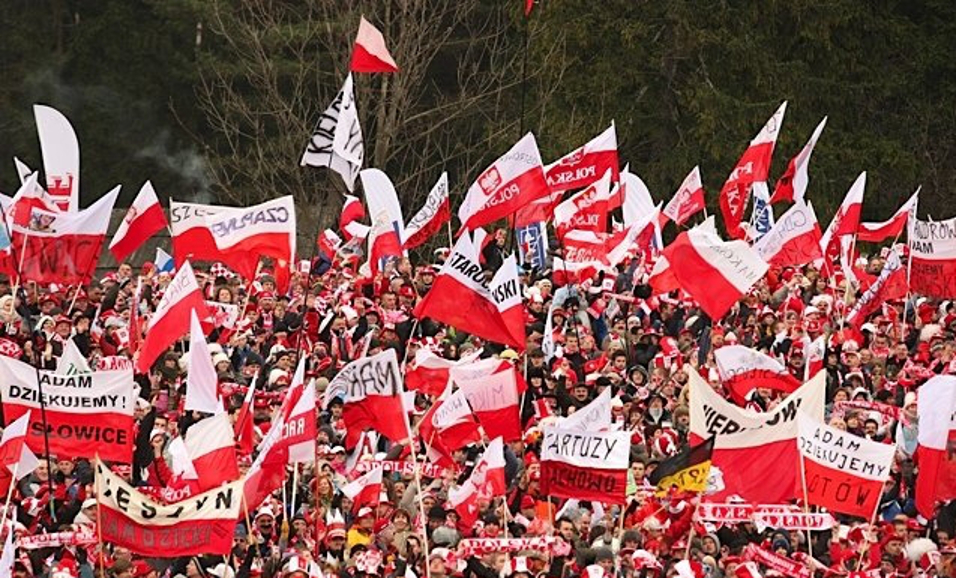
Benefis Adama Małysza, 26.03.2011, Zakopane - widoczne są flagi państwowe Polski trzymane jak transparent

Transparent – tablica, pas materiału lub tkaniny, zwykle  umocowany na jednym lub dwóch drążkach (drzewcach), (niekiedy niesiony w rękach bez drążków lub mocowany do ścian budynków lub ogrodzeń) z napisem lub rysunkiem o treści okolicznościowej, propagandowej. Transparent najczęściej noszony jest (lub wywieszany) podczas zgromadzeń świeckich, religijnych, imprez sportowych lub protestów społecznych takich jak: pochody, manifestacje, demonstracje, wiece, pikiety, pielgrzymki, mecze lub turnieje.